# Monastero di Chagri
Il monastero di Chagri, chiamato anche monastero di Cheri, è un monastero buddista poco distante da Thimphu, la capitale del Bhutan. Fu costruito nel 1620 per volere dello Shabdrung Ngawang Namgyal, il padre del moderno stato bhutanese.
Il monastero, che ora è un importante centro di insegnamento e meditazione del lignaggio Drukpa del sud della scuola Kagyu del Buddismo tibetano, si trova più precisamente all'estremità settentrionale della valle di Thimphu, a circa 15 km dalla città, in cima ad una piccola altura.
Secondo le storie religiose bhutanesi, il luogo fu visitato per la prima volta da Padmasambhava nell'VIII secolo, mentre nel XIII secolo vide il passaggio del monaco Phajo Drugom Zhigpo. Il luogo è particolarmente famoso nell'area himalayana per la numerosa presenza di goral.
Quello di Chagri fu il primo monastero fondato in Bhutan da Ngawang Namgyal. All'epoca della sua realizzazione, nel 1620, egli aveva 27 anni. Lo Shabdrung trascorse tre anni in ritiro a Chagri e vi soggiornò ripetutamente durante il resto della sua vita. Fu sempre a Chagri che egli fondò il primo ordine monastico Drukpa in Bhutan.
Nel 1705, il 7° Druk Desi, Umze Peljor, si ritirò nel monastero di Chagri, dove visse fino alla sua morte nel 1707.